# Centrale Commissie Mensgebonden Onderzoek
De Centrale Commissie Mensgebonden Onderzoek  (CCMO) is een Nederlands zelfstandig bestuursorgaan. De officiële naam is Centrale Commissie Medisch-Wetenschappelijk Onderzoek. Als zelfstandig bestuursorgaan voert de CCMO taken uit voor het Ministerie van Volksgezondheid, Welzijn en Sport op basis van de Wet medisch-wetenschappelijk onderzoek mensen (WMO) en de Embryowet. De CCMO is op 6 april 1999 door minister Els Borst geïnstalleerd en zetelt in Den Haag.
De CCMO heeft de volgende wettelijke taken:
- Toezichthouder op de werkzaamheden van de erkende medisch-ethische toetsingscommissies (METC’s)
- Toetsen van de bij wet vastgelegde typen onderzoeksdossiers op het gebied van van medisch-wetenschappelijk onderzoek met mensen
- Bevoegde instantie voor het (marginaal) toetsen van geneesmiddelenonderzoek
- Orgaan voor administratief beroep en bezwaar
- Registratie van medisch-wetenschappelijk onderzoek met mensen
- Geven van voorlichting over de uitvoering en toepassing van de Wet medisch-wetenschappelijk onderzoek met mensen

## Geschiedenis
Na de Tweede Wereldoorlog vonden in de Duitse plaats Neurenberg de Processen van Neurenberg plaats waarin nazi-kopstukken terecht stonden voor hun misdaden in de oorlog. In het zogeheten Artsenproces werden Duitse en Oostenrijkse nazi-artsen veroordeeld voor hun aandeel bij de gruwelijke experimenten die in de concentratiekampen met gevangen werden uitgevoerd. Naar aanleiding van dit proces werd de Code van Neurenberg opgesteld met 10 basisregels waaraan medisch-wetenschappelijk onderzoek met mensen moet voldoen. De belangrijkste is dat de proefpersoon op grond van volledige voorlichting over het doel van het onderzoek en de mogelijke risico’s en belasting geheel vrijwillig geïnformeerde toestemming (informed consent) moet geven. Met de komst van de Code van Neurenberg kwam in de medische wereld de discussie over medisch-wetenschappelijk onderzoek met mensen langzaam op gang. In 1964 kwam de World Medical Association (WMA) met de Verklaring van Helsinki (Declaration of Helsinki), een gedragscode voor artsen die zich bezig houden met medisch-wetenschappelijk onderzoek met mensen. De Verklaring van Helsinki is sindsdien met enige regelmaat herzien. Bij de herziening in 1974 werd vastgelegd dat onderzoeksdossiers voorafgaande aan de uitvoering van het onderzoek moeten worden voorgelegd aan een onafhankelijke toetsingscommissie. In Nederland kwam na veel (politieke) discussie de Wet medisch-wetenschappelijk onderzoek met mensen (WMO) tot stand, die in 1999  in werking trad. Met de komst van deze wet werd de CCMO ingesteld.

### De eerste stappen naar wetgeving
In 1982 wordt de eerste stap gezet in het lange traject dat uiteindelijk leidt tot de Wet medisch-wetenschappelijk onderzoek met mensen. Dan verschijnt het Deeladvies inzake medische experimenten van de toenmalige Centrale Raad voor de Volksgezondheid, de voorloper van de huidige Raad voor de Volksgezondheid en Samenleving (RVS). Pas na 10 jaar, op 18 april 1992, wordt het wetsvoorstel Regelen inzake medische experimenten aan de Tweede Kamer aangeboden. Het wetsvoorstel geeft aanleiding tot veel debat met name over niet-therapeutisch onderzoek met minderjarige en met wilsonbekwame proefpersonen. Bij niet-therapeutisch onderzoek kunnen de proefpersonen die daaraan deelnemen zelf geen medisch voordeel van verwachten. Een voorbeeld van niet-therapeutisch onderzoek is wanneer een nieuw experimenteel middel voor het eerst wordt getest bij de mens. Dan is veelal nog onbekend of het middel een gunstig medisch effect heeft. Bij deelname aan therapeutisch onderzoek is er wel een reële kans dat de proefpersoon zelf baat bij heeft bij deelname aan het onderzoek. Internationaal zijn er daarom strengere regels voor niet-therapeutisch onderzoek met minderjarige en wilsonbekwame proefpersonen (bijvoorbeeld demente bejaarden).

### Een dreigend wettelijk verbod op niet-therapeutisch onderzoek

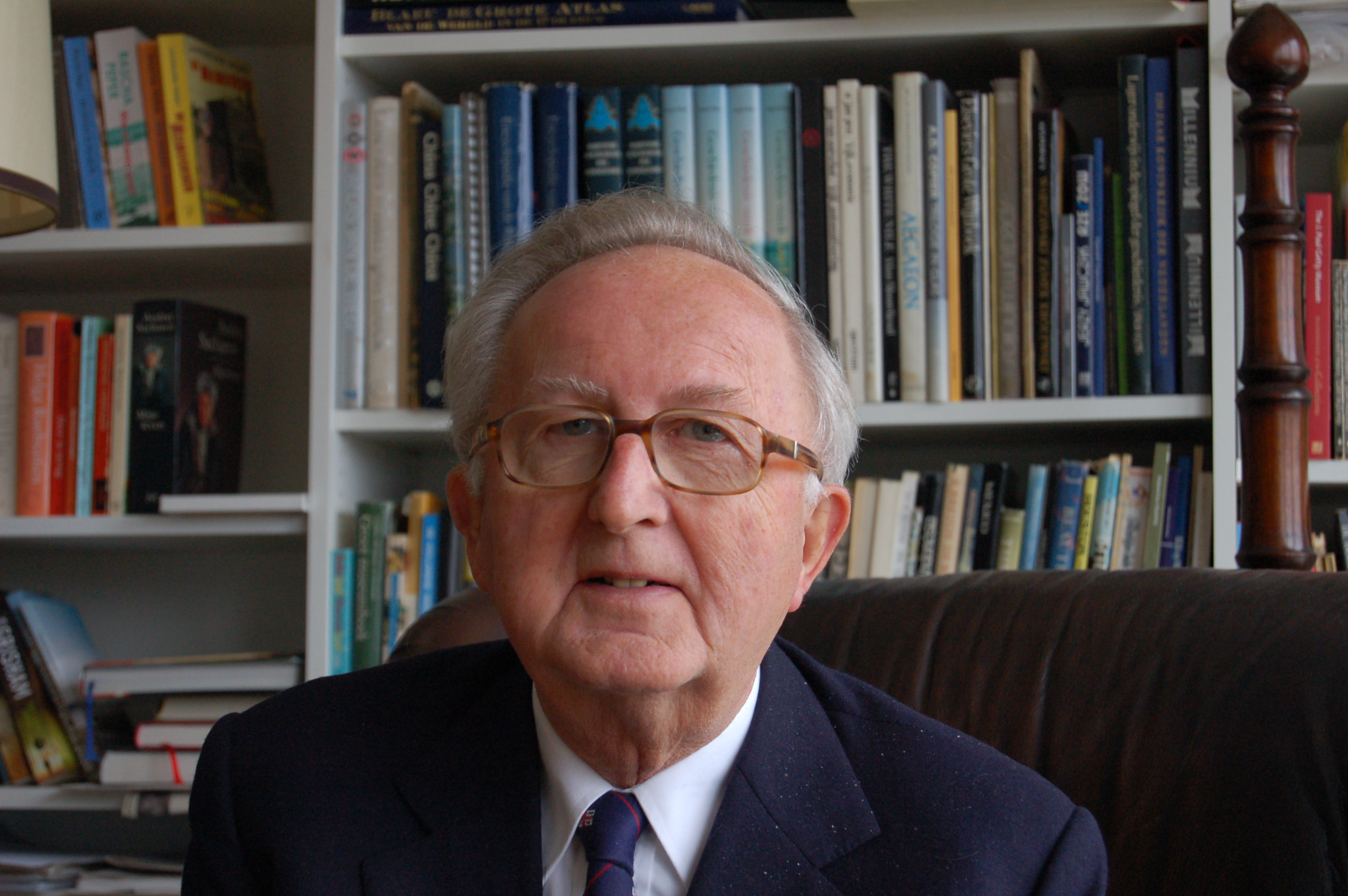
Prof. dr. H.K.A. (Henk) Visser

Tijdens de Kamerdebatten begin jaren 90 pleiten Tweede Kamerleden voor een volledig verbod op niet-therapeutisch onderzoek met deze kwetsbare personen. De parlementariërs zijn van mening dat minderjarige en wilsonbekwame proefpersonen de risico’s, belasting en het ontbreken van rechtstreekse voordelen aan de deelname aan een niet-therapeutisch onderzoek zelf niet goed kunnen beoordelen. Zij zouden daarom niet in staat zijn om de vereiste geïnformeerde toestemming te geven. Het dreigende wettelijk verbod blijft niet onopgemerkt in het onderzoeksveld. Onder aanvoering van de Rotterdamse hoogleraar kindergeneeskunde Henk Visser wijzen artsen en onderzoekers bij de politici op het belang van niet-therapeutisch onderzoek voor het ontwikkelen van nieuwe middelen en behandelingen specifiek voor minderjarige en wilsonbekwame patiënten. Sommige ziekten komen namelijk vrijwel uitsluitend voor bij deze patiënten. Voorbeelden zijn de Ziekte van Duchenne bij jongens of de Ziekte van Alzheimer bij ouderen. In de zoektocht naar nieuwe middelen tegen deze ziekten zal het experimentele middel ook getest moeten worden bij deze patiënten. Vaak zal dan de veiligheid en werkzaamheid van deze middelen nog niet zijn vastgesteld. De patiënt die deelneemt aan onderzoek met een dergelijk experimenteel middel kan redelijkerwijs dan zelf geen gunstig medisch effect verwachten.

### De Commissie Meijers
Naar aanleiding van het breed gedragen verzet vanuit het onderzoeksveld tegen het dreigende wettelijke verbod op niet-therapeutisch onderzoek met minderjarige en wilsonbekwame proefpersonen besluiten de toenmalige ministers van Welzijn, Volksgezondheid en Cultuur (WVC) en Justitie in 1994 advies in te winnen bij een commissie van deskundigen, de Commissie Meijers. Een jaar later verschijnt het rapport waarin de commissie voorstelt het niet-therapeutisch onderzoek met minderjarige en wilsonbekwame proefpersonen onder voorwaarden toe te staan. De voorstellen worden met enkele kleine aanscherpingen overgenomen in het wetsvoorstel. Op advies van de Commissie Meijers wordt de term ‘experimenten’ vervangen door ‘medisch-wetenschappelijk onderzoek’. Niet-therapeutisch onderzoek met minderjarige en wilsonbekwamen proefpersonen wordt toegestaan mits de risico’s verwaarloosbaar en de bezwaren (belasting) voor de proefpersoon minimaal zijn. Tevens moet het onderzoek groepsgebonden zijn, dat wil zeggen, het onderzoek kan niet ook uitgevoerd worden met wilsbekwame volwassenen. Zowel de Tweede als de Eerste Kamer gaan akkoord met de wijzigingen van het oorspronkelijke wetsvoorstel en op 1 april 1999 treedt de Wet medisch-wetenschappelijk onderzoek met mensen in werking. Met de inwerkingtreding van de wet wordt de Centrale Commissie Mensgebonden Onderzoek (CCMO) opgericht. Deze multidisciplinaire commissie, bestaande uit experts uit het veld, krijgt een groot aantal wettelijke taken waaronder de beoordeling van niet-therapeutisch onderzoek met minderjarige en wilsonbekwame proefpersonen. Henk Visser wordt de eerste voorzitter.

### Geen staatsethiek
Op 1 april 1999 treedt het eerste deel van de Wet medisch-wetenschappelijk onderzoek met mensen in werking. Hiermee krijgt de CCMO de taak de METC’s die voldoen aan de criteria van de wet, te erkennen. Zes dagen later installeert VWS minister Els Borst de commissie. In haar toespraak benadrukt ze de bij wet bepaalde onafhankelijke positie van de CCMO: “We willen immers ook voorkomen dat dat directe overheidsbemoeienis op dit terrein tot een vorm van staatsethiek leidt.” Het resterende deel van de Wet medisch-wetenschappelijk onderzoek met mensen treedt in werking op 1 december 1999. Vanaf dit datum moeten onderzoeksdossiers voorafgaande aan de start van een klinische studie worden goedgekeurd door een erkende METC of voor een beperkt aantal typen onderzoek door de CCMO.

### Erkenning van METC’s
Begin 1999 kent Nederland meer dan 100 METC’s. Het exacte aantal is in die tijd onbekend en er is tevens geen zicht op de samenstelling van deze commissies noch op het aantal onderzoeksdossiers dat deze commissies beoordelen. De meeste METC’s zijn gehuisvest in de (academische) ziekenhuizen en opereren als adviescommissie voor de directies in deze centra. Door de komst van de Wet medisch-wetenschappelijk onderzoek met mensen treden voor deze commissies grote veranderingen op. De wet bepaalt onder meer de minimale samenstelling van deze commissies om in aanmerking te komen voor een erkenning door de CCMO: in iedere erkende METC moet minimaal één arts, jurist, ethicus, methodoloog en een proefpersonenlid zitting nemen. Door de komst van de EU-richtlijn Goede Klinische Praktijken (2001/20/EG) in 2006 wordt de samenstelling uitgebreid met een klinisch farmacoloog en ziekenhuisapotheker voor de METC die onderzoek met geneesmiddelen beoordelen. Omdat in 2006 het aantal klinisch farmacologen nog beperkt is, wordt bij wijze van uitzondering, toegestaan dat de discipline klinische farmacologie en farmacie door één commissielid wordt vertegenwoordigd (door een ziekenhuisapotheker die tevens klinisch farmacoloog is). In latere jaren wordt de wettelijke samenstelling van de erkende METC’s verder uitgebreid afhankelijk van het type onderzoek dat de betreffende METC beoordeelt. Met het verkrijgen van een erkenning wijzigt ook de status van de METC van adviescommissie voor de directie van de instelling, naar een ZBO die zelfstandig juridisch bindende besluiten neemt en voor de uitvoering van de overheidstaken zoals beschreven in de Wet medisch-wetenschappelijk onderzoek met mensen, geen verantwoording meer aflegt aan deze directies. Met het krijgen van de ZBO-status moeten de erkende METC's ook voldoen aan de Algemene wet bestuursrecht (Awb) en de Wet openbaar van bestuur (Wob), die in 2022 opgaat in de Wet open overheid (Woo).

## Beoordeling onderzoek door de CCMO
In de Wet medisch-wetenschappelijke onderzoek met mensen en de bijbehorende algemene maatregel van bestuur (AMvB) is vastgelegd welke typen klinisch onderzoek door de CCMO beoordeeld moeten worden en niet door een erkende METC. Het gaat daarbij om het niet-therapeutisch onderzoek met minderjarige en wilsonbekwame proefpersonen en onderzoek waarvoor er in Nederland schaarse deskundigheid bestaat. Onder die laatste noemer worden bij de invoering van de wet in 1999 twee onderzoeksterreinen in de AMvB aangewezen: gentherapie en xenotransplantatie. In latere jaren wordt dit uitgebreid met onder andere onderzoek op het terrein van de somatische celtherapie en vaccins. In 2002 treedt de Embryowet in werking waarmee de CCMO de taak krijgt onderzoek met zogeheten overtollige rest-embryo’s die overblijven na een In-vitrofertilisatie (IVF) behandeling en waarvoor de donoren toestemming geven.

## Milieuvergunning voor onderzoek met medische ggo-producten
Voor klinisch onderzoek met producten die gebaseerd zijn op genetisch gemodificeerde organismen (GGO’s) moet naast de CCMO-goedkeuring, ook een milieuvergunning verkregen worden van de minister van IenW. Voorbeelden van medische ggo-producten zijn gentherapeutica, CAR-T cellen en de zogeheten virale-vectorvaccins. Bij de beoordeling van onderzoeksdossiers met deze producten kijkt de CCMO onder andere naar de medische risico’s voor de patiënt. Separaat vindt in opdracht van de minister van IenW een beoordeling van de milieurisico’s plaats. De minister van IenW laat zich daarbij adviseren door de Commissie Genetische Modificatie (COGEM). Om de processen van de twee verschillende beoordelingen te stroomlijnen wordt in 2004 door het toenmalige het Ministerie VROM (thans IenW) het Loket Gentherapie opgericht. In de afgelopen jaren is vanuit het onderzoeksveld discussie ontstaan over het functioneren van dit Loket en het nut en noodzaak van de milieuvergunning voor klinisch onderzoek met medische ggo-producten. Mede naar aanleiding van deze discussie besluit de minister van IenW in 2020 de procedure voor een milieuvergunning voor een deel van de medische ggo-producten, te verkorten.

## Integrale beoordeling van onderzoeksdossiers
De erkende METC's en de CCMO kennen een multidisciplinaire samenstelling en voeren een integrale beoordeling van de onderzoeksdossiers uit. Dat betekent dat deze commissies zowel de wetenschappelijke als de medisch-ethische aspecten integraal beoordelen. Bij geneesmiddelenonderzoek met gezonde proefpersonen en patiënten is hierbij een belangrijke rol weggelegd voor de commissieleden (de klinisch farmacologen en ziekenhuisapothekers) die zich sinds de invoering van de EU-richtlijn Goede Klinische Praktijken (2001/20/EG) buigen over technische gegevens van het geneesmiddel. Deze informatie staat gedetailleerd beschreven in de Investigator's Brochure (IB) en het Investigational Medicinal Product Dossier (IMPD). Beide documenten zijn onderdeel van de uitgebreide onderzoeksdossiers die deze commissies beoordelen.

### Integraleversusgesplitste beoordeling
Bij de invoering van de EU-richtlijn Goede Klinische Praktijken (2001/20/EG) voor geneesmiddelenonderzoek kozen vele EU-lidstaten anders dan Nederland, niet voor een integrale beoordeling. Deze lidstaten besloten een deel van het onderzoeksdossier te laten beoordelen door een METC en een ander onderdeel, met daarin de Investigator's Brochure (IB) en het Investigational Medicinal Product Dossier (IMPD), door de nationale registratieautoriteit. Het nadeel van een gesplitste beoordeling door twee verschillende instanties werd duidelijk bij een incident met het experimentele geneesmiddel TGN1412 dat in maart 2006 in Londen plaatsvond. Het middel was nog niet eerder bij de mens getest. Studies met apen hadden geen ernstige bijwerkingen laten zien. Tijdens de klinische studie met zes gezonde vrijwilligers traden kort na toediening van het middel levensbedreigende bijwerkingen op en moesten de proefpersonen in allerijl naar de intensive care van het nabije ziekenhuis worden overgebracht. Alle zes vrijwilligers overleefden uiteindelijk het incident, doch bij één van hen moesten enkele vingers en een deel van een voet geamputeerd worden, Uit een analyse van de beoordeling van de IB en het IMPD door de medewerkers van de Britse registratieautoriteit bleek dat 3 separate voorbewerkingen waren uitgevoerd zonder een multidisciplinaire integrale eindbeoordeling van de werking en veiligheid van het middel